# Las luces de septiembre
Las luces de septiembre es una novela de género fantástico juvenil escrita por Carlos Ruiz Zafón publicada en el año 1995 (por la editorial Edebé). Esta obra forma parte de la trilogía de novelas juveniles escritas por el autor entre los años 90 y principios del 2000 en la cual se incluyen los títulos El príncipe de la niebla y El palacio de la medianoche.

## Estructura
Esta lectura consta de 13 capítulos y una nota del autor presentando la obra. La historia incorpora dos cartas, escritas por personajes diferentes de la obra, que actúan como preámbulo y epílogo. Está escrito en tercera persona.

## Argumento
La historia se desarrolla en un pequeño pueblo de la costa de Normandía llamado Bahía Azul hacia el año 1937. El argumento gira en torno a la familia Sauvelle que ha de mudarse a la finca Cravenmoore debido a que Simone Sauvelle, madre de familia y viuda, acepta un puesto de trabajo como ama de llaves en ella.
La familia Sauvelle queda impresionada con los lujos de la mansión Cravenmoore y con su propietario, Lazarus Jann, inventor y fabricante de misteriosos juguetes autómatas. Una vez instalados conocen a Hannah, cocinera y doncella de la mansión.
Paralelamente se desarrolla una historia de amor entre Irene Sauvelle (hija de Simone) y el primo de Hannah, Ismael, un joven pescador apasionado por el mundo de la navegación que le mostrará a Irene los misterios del faro abandonado de Bahía Azul.
Sin embargo, la relación entre los dos jóvenes se ve amenazada por una sombra rencorosa y vengativa que regresa del pasado para recuperar lo que fue suyo.

## Personajes principales
- Irene Sauvelle: Hija de Armand  Simone Sauvelle y hermana mayor de Dorian. Es la protagonista del libro. Es rubia, de ojos verdes y metro setenta. Tiene casi 15 años.
- Ismael: Primo de Hannah y el primer amor de Irene. Tiene dieciséis años. Sus ojos son grandes y azules. Sus manos y brazos están marcadas por cicatrices a causa de su trabajo como pescador. Tiene una cicatriz más pronunciada desde la rodilla hasta el tobillo.
- Lazarus Jann: Esposo de Alexandra Jann. Lazarus es un productor de juguetes, y tiene una vida un poco triste.
- Daniel Hoffman: Viejo conocido de Lazarus Jann. Fabricante de juguetes. Es el antagonista de la novela.
- Simone Sauvelle: Madre de Irene y de Dorian. Su marido Armand murió dejándole a cargo toda la responsabilidad familiar.

## Personajes secundarios
- Alma Alexandra Jann Maltisse: Mujer de Lazarus Jann. Su nombre de soltera es Alma Maltisse, su nombre está basado en el chocolate
- Armand Sauvelle: Padre de Irene y Dorian y marido de Simone, muerto.
- Hannah: Mejor amiga de Irene en Bahía Azul. Es muy charlatana y alegre. Su padre es pescador y su madre panadera.
- Dorian Sauvelle: Hermano de Irene. Tiene diez años. Curioso y aventurero, le gusta la cartografía.